# Neosemidalis fulvinervosa
Neosemidalis fulvinervosa là một loài côn trùng trong họ Coniopterygidae thuộc bộ Neuroptera. Loài này được Esben-Petersen miêu tả năm 1918.